# Бруно Валтер
Бруно Валтер Шлезингер (на немски: Bruno Walter Schlesinger, 15 септември 1876 – 17 февруари 1962) е диригент и композитор, роден в Германия.

## Биография
Роден е на 15 септември 1876 г. в Берлин, но се мести в различни страни по време на Хитлеровия режим (1933 - 1939), като се установява в САЩ през 1939 г. Работил е в оперните театри в Берлин, Виена и Мюнхен, дирижирал е оркестъра „Гевандхаус“ в Лайпциг (1930-1933). Гостувал е в много страни. Пише теоретични трудове. Започва да използва Валтер като фамилия през 1896 г. и особено след като се натурализира в Австрия през 1911 г.